# 너는 달밤에 빛나고
《너는 달밤에 빛나고》(일본어: 君は月夜に光り輝く, 영어: You Shine In The Moonlight)는 2019년 3월에 개봉한 일본의 로맨스, 드라마 영화이다.
 츠키카와 쇼가 감독과 각본을 맡았다.
 일본은 2019년 3월 15일에 대한민국은 2020년 6월 10일에 개봉되었다.

## 줄거리
고등학생 타쿠야가 만난 동급생 마미즈는 불치병인 발광병으로 

입원생활을 하고 있다.

발광병은 죽음이 가까워질수록 빛이 강해지는 병인데...

가족이 떠난 슬픔에 잠겨 있던 타쿠야는 외출이 허용되지 않는 

마미즈를 대신해서 그녀의 버킷리스트를 행하고 감상을 전하게 된다

서로에 대한 사이가 가까워질수록 피할 수 없는 죽음의 공포에

휩싸이게 되는데...

## 출연진

### 주연
- 키타무라 타쿠미 - 오카다 타쿠야 역
- 나가노 메이 - 와타라세 마미즈 역

### 조연
- 오이카와 미츠히로 - 마코토 역
- 하세가와 쿄코 - 쿄코 역
- 카이 쇼우마 - 카야마 아키라 역
- 마츠모토 호노카 - 나루코 역
- 이마다 미오 - 히라바야시 리코 역
- 유카 - 오카자키 역
- 이쿠타 토모코 - 리츠 역
- 후쿠나가 아카리

## 기타
- 한국에서는 CGV가 단독 상영했으며, 2024년 롯데시네마에서 재개봉했다.